# Germaine Cernay
Germaine Cernay, eigentlich Germaine Pointu (* 28. April 1900 in Le Havre; † 1943 in Paris), war eine französische Opernsängerin (Mezzosopran).

## Leben
Cernay nahm als Kind Unterricht in Klavier und Solfège und wollte zunächst Pianistin werden. Stattdessen studierte sie aber Gesang am Conservatoire de Paris und debütierte 1925 an der Pariser Oper als Euryclée in Gabriel Faurés Oper Pénélope. Ihre große Karriere hatte sie jedoch an der Opéra-Comique, wo sie 1927 in Franco Alfanos Risurrezione an der Seite von Mary Garden debütierte. Nach kleineren Rollen sang sie hier später die Mallika in Léo Delibes’ Lakmé, die Titelrollen in Ambroise Thomas’ Mignon und Georges Bizets Carmen, die Charlotte in Jules Massenets Werther und die Geneviève in Claude Debussys Pelléas et Mélisande. 1930 wirkte sie an der Uraufführung von Omer Letoreys Oper Le Sicilien mit.
Große Erfolge hatte Cernay auch an mehreren französischen Provinzbühnen sowie an der Brüsseler La Monnaie. Sie gab Gastspiele in Nordafrika, in der Schweiz, in England, Irland und Italien und trat 1939 beim Maggio musicale Florenz in Maurice Ravel L’enfant et les sortilèges auf. Beim französischen Rundfunk sang sie auch die Sopranpartie der Melisande in Debussys Pelléas et Mélisande. Bekannt wurde sie auch als bedeutende Bach-Interpretin.
Von Cernay sind viele Plattenaufnahmen vor allem aus den Jahren 1929 bis 1933 bei Odeon erhalten. Columbia veröffentlichte mit ihr eine Kurzfassung von Thomas’ Mignon, HMV eine Gesamtaufnahme von Pelléas et Mélisande, und Cernay sang auch eine Gesamtaufnahme von Bizets Carmen.